# Łuszczka

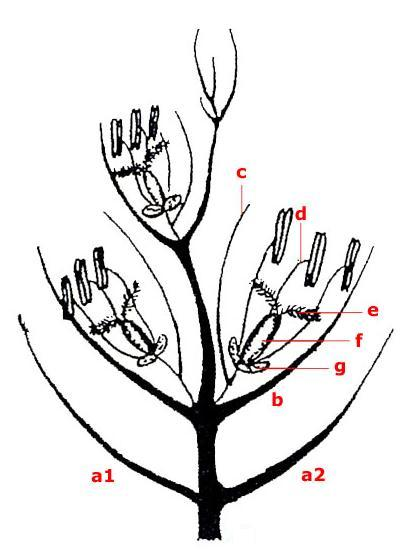
Łuszczki (g) na schemacie budowy kłoska traw: a1, a2 – plewy, b – plewka dolna, c – plewka górna, d – pręciki, e – znamię słupka, f – zalążnia słupka, g – łuszczki

Łuszczka (łac. lodiculae) – u gatunków z rodziny wiechlinowatych drobny delikatny listek wewnętrznego okółka okwiatu. W okresie kwitnienia łuszczki pęcznieją rozchylając plewki i ułatwiając wydostanie się na zewnątrz pręcików. Większość gatunków posiada dwie łuszczki w kwiecie, wyjątkowo występuje jedna (mietlica) lub trzy (ostnica, bambus, ryż). Łuszczek nie mają gatunki, których plewki podczas kwitnienia nie rozchylają się (np. wyczyniec, tomka).
Według najpopularniejszej teorii łuszczki są przekształconymi dwoma listkami wewnętrznego okółka listków okwiatu w typowym kwiecie jednoliściennych. Trzeci, tylny listek uległ redukcji. Inna teoria wyprowadza obecny kwiat traw od kwiatu bezokwiatowego. Według tej teorii dwie łuszczki to podzielony liść przykwiatowy, ewentualna trzecia łuszczka to kolejny liść przykwiatowy.